# Борьба Виллу
«Борьба Виллу» (эст. Villu võitlused) — историческая повесть эстонского писателя Эдуарда Борнхёэ, опубликованная в 1890 году. Считается одним из классических произведений эстонской литературы.

## Сюжет
Действие повести происходит в первой половине XIV века в Южной Эстонии, в области Вильяндимаа, принадлежавшей тогда Ливонскому ордену. Немецкие рыцари жестоко угнетают крестьян-эстонцев. Главный герой, кузнец Виллу, отличающийся огромной силой, мастерством и весёлым нравом, влюбляется в крестьянку Май, внебрачную дочь комтура Вильянди. Владелец мызы Пуйду похищает Май, Виллу пытается её спасти, но оказывается в окружении врагов. Май, чтобы сохранить ему жизнь, соглашается вернуться к похитителю, а кузнецу говорит, что не любит его. Тогда Виллу решает примкнуть к крестьянскому восстанию и пытается во главе отряда взять Вильянди. Из-за предательства матери Май эта затея терпит неудачу. Виллу оказывается в заточении и там умирает спустя 10 лет. В финале повести Май хоронит его, рассказывая, что отвергла его, только чтобы спасти.

## Создание и оценки
«Борьба Виллу» была опубликована в 1890 году. В ней рассказывается о тех же исторических событиях, что и в написанной 10 годами ранее повести «Мститель», центральную роль в сюжете снова играет борьба народа за свою свободу. Литературоведы констатируют, что Борнхёэ демонстрирует здесь больше литературного мастерства, но при этом судьбы героев его интересуют заметно меньше, а сюжет становится несколько более искусственным из-за появления классических приключенческих мотивов.